# كتلبة
الكَتَلْبَة (الاسم العلمي: Catalpa) هي جنس من النباتات تتبع الفصيلة البنيونية من رتبة الشفويات.

## أنواع الكتلبة
- كتلبة بنيونية
- كتلبة دوكلوكسية
- كتلبة أرجوانية
- كتلبة بونجية
- كتلبة بيضوية
- كتلبة تيبتية
- كتلبة جميلة
- كتلبة طويلة
- كتلبة فارغيسية
- كتلبة قصيرة الساق
- كتلبة كبيرة الثمار